# Markus Pazurek
Markus Pazurek (* 18. Dezember 1988 in Andernach) ist ein deutscher Fußballspieler.

## Karriere
In der Jugend spielte Pazurek für die SG Bad Breisig und die TuS Koblenz, mit der er 2007 den ersten Platz in der A-Junioren-Regionalliga Südwest erreichte und damit in die A-Junioren-Bundesliga aufstieg. Er verließ nach dem Aufstieg die TuS Koblenz und schloss sich dem TuS Mayen an, der in der Oberliga Südwest spielte. In den folgenden eineinhalb Jahren lief er insgesamt 40-mal für den TuS Mayen auf, dabei erzielte er drei Tore.
Im Winter 2008/09 verließ er seine Heimat und ging in die Hauptstadt Baden-Württembergs. Dort schloss er sich dem VfB Stuttgart an, für deren Zweitvertretung er eineinhalb Jahre lang in der 3. Liga auflaufen sollte. Am 7. Februar 2009 gab er sein Debüt im Profifußball, als er beim Heimspiel gegen Union Berlin in der Startaufstellung stand. Am 4. März 2009, beim 3:0 über Wacker Burghausen, erzielte er seine einzigen beiden Tore im Trikot der Stuttgarter. Bis zum Sommer 2010 spielte Pazurek insgesamt 15-mal für die U-23 des VfB, davon aber nur viermal über die volle Distanz.
Zur Saison 2010/11 ging Pazurek zur zweiten Mannschaft des TSV 1860 München, die in der Regionalliga Süd spielt. Er wurde 28-mal eingesetzt und schoss dabei fünf Tore. Zweimal spielte er in Testspielen für die erste Mannschaft, für die er einen Treffer markierte. 
Zur Saison 2011/12 wechselte Pazurek zum Drittligisten 1. FC Saarbrücken. Dort spielte er zwei Jahre, ehe er sich im Sommer 2013 dem Regionalligisten Fortuna Köln anschloss. Von 2018 bis 2021 spielte er bei Borussia Mönchengladbach II. Dort stand er 92 Mal in der Regionalliga West auf dem Platz und erzielte dabei zehn Tore.
Zur Saison 2021/22 wechselte er zum Oberligisten 1. FC Kaan-Marienborn und stieg mit ihm auf Anhieb in die Regionalliga West auf. In zwei Spielzeiten erzielte der Spieler hier 24 Treffer in 61 Ligapartien. Im Sommer 2023 schloss Pazurek sich dann dem Ligarivalen SSVg Velbert an und seit dem 18. Januar 2024 steht er nun bei den Sportfreunde Siegen in der Oberliga Westfalen unter Vertrag.

## Erfolge
- Saarlandpokalsieger: 2012, 2013